# Jarosław Duda

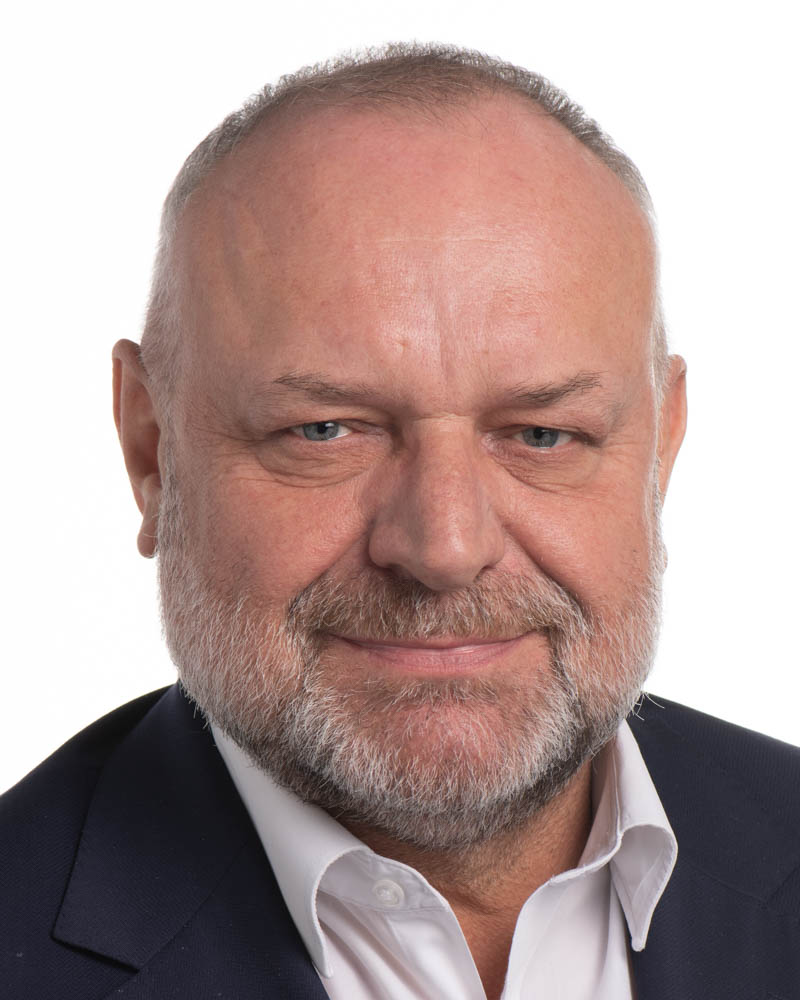
Jarosław Duda (2021)

Jarosław Duda-Latoszewski (* 29. April 1964 in Wrocław) ist ein polnischer Politiker (AWS, PO) und Soziologe. Von 2004 bis 2007 war er Abgeordneter des Sejm in der IV. und V. Wahlperiode. Von 2007 bis 2019 gehörte er dem Senat der Republik Polen an und von 2019 bis 2024 war er Mitglied des Europaparlaments.

## Leben und Beruf
Duda war Mitbegründer der örtlichen Vereinigung Glaube und Licht in der Region Lublin. 1990 schloss er sein Studium der Soziologie an der Katholischen Universität Lublin ab. Ab 1993 leitete er die Sozialhilfeabteilung der Woiwodschaft Breslau. Von 1999 bis 2001 war er Vizepräsident des staatlichen Fonds zur Rehabilitierung Behinderter Personen. Anschließend war er bis 2004 Vorstand der städtischen Sozialhilfeheime in Breslau. 2024 wurde er Präsident des Niederschlesischen Medizinischen Zentrums „Dolmed“.

## Politik
Von 1998 bis 2004 gehörte Jarosław Duda dem Sejmik der Woiwodschaft Niederschlesien an. Dabei wurde er 1998 für die Akcja Wyborcza Solidarność und 2002 für die Platforma Obywatelska (PO) gewählt. 
Bei der Parlamentswahl 2001 kandidierte er für die PO, wurde aber zunächst nicht gewählt. Nachdem der Abgeordnete Jacek Protasiewicz sein Mandat niedergelegt hatte, rückte Duda am 22. Juni 2004 in den Sejm nach. Bei der Parlamentswahl 2005 wurde er wiedergewählt. 2007, 2011 und 2019 wurde er jeweils in den Senat der Republik Polen gewählt. Von 2007 bis 2015 war er Staatssekretär im Ministerium für Familie, Arbeit und Sozialpolitik und Regierungsbevollmächtigter für Menschen mit Behinderungen. 2016 wurde er zum Vorsitzenden der PO in der Stadt Breslau gewählt. Ein Jahr später übernahm er auch den Vorsitz der niederschlesischen Parteiorganisation. Er übte dieses Amt bis 2021 aus.
Bei der Europawahl 2019 wurde er auf der Liste des proeuropäischen Wahlbündnisses Koalicja Europejska, an dem sich die PO beteiligt hatte, in das Europaparlament gewählt. Im Europaparlament gehörte er der Fraktion der Europäischen Volkspartei (Christdemokraten) an. Bei der Europawahl 2024 kandidierte er für das Wahlbündnis Koalicja Obywatelska, an dem sich die PO nun beteiligte, wurde aber nicht wiedergewählt.